# Andrejs Rastorgujevs
Andrejs Rastorgujevs (* 27. května 1988 Alūksne) je lotyšský biatlonista, stříbrný medailista ze závodu s hromadným startem mužů na Mistrovství světa 2024 a několikanásobný medailista z Mistrovství Evropy.
V roce 2021 mu byl udělen 18měsíční zákaz startů v závodech pořádaných Mezinárodní biatlonovou unií. Důvodem bylo vynechání 3 dopingových kontrol. Zároveň byl také zpětně diskvalifikován ze všech závodů od 1. července 2020, včetně titulu mistra Evropy z vytrvalostního závodu z Mistrovství Evropy 2021 a všech výsledků z Mistrovství světa 2021.
Ve světovém poháru debutoval v prosinci 2009 sprintem v Östersundu. Ve své dosavadní kariéře nevyhrál ve světovém poháru žádný individuální ani kolektivní závod. Jeho dosavadním nejlepším umístěním jsou dvě druhá místa.

## Výsledky

### Olympijské hry a mistrovství světa
| Sezóna  | Akce | Místo                | SP  | SZ  | HZ  | IZ  | ŠT  | SŠT | SZD | Věk    |
| ------- | ---- | -------------------- | --- | --- | --- | --- | --- | --- | --- | ------ |
| 2009/10 | ZOH  | Vancouver            | 50. | 58. | –   | –   | 19. | –   | ×   | 21 let |
| 2010/11 | MS   | Chanty-Mansijsk      | 66. | –   | –   | 43. | 14. | –   | ×   | 22 let |
| 2011/12 | MS   | Ruhpolding           | 83. | –   | –   | 68. | 19. | –   | ×   | 23 let |
| 2012/13 | MS   | Nové Město na Moravě | 65. | –   | –   | 50. | 22. | –   | ×   | 24 let |
| 2013/14 | ZOH  | Soči                 | 17. | 9.  | 14. | 32. | –   | –   | ×   | 25 let |
| 2014/15 | MS   | Kontiolahti          | 42. | 25. | –   | 48. | –   | –   | ×   | 26 let |
| 2015/16 | MS   | Oslo                 | 20. | 27. | 26. | 59. | –   | –   | ×   | 27 let |
| 2016/17 | MS   | Hochfilzen           | 57. | 37. | –   | 56. | 22. | 25. | ×   | 28 let |
| 2017/18 | ZOH  | Pchjongčchang        | 24. | 12. | 28. | 59. | –   | –   | ×   | 29 let |
| 2018/19 | MS   | Östersund            | 14. | 6.  | 25. | 13. | 24. | –   | 10. | 30 let |
| 2019/20 | MS   | Anterselva           | 70. | –   | –   | 22. | 22. | –   | 17. | 31 let |
| 2020/21 | MS   | Pokljuka             | DSQ | DSQ | DSQ | DSQ | DSQ | –   | –   | 32 let |
| 2022/23 | MS   | Oberhof              | 7.  | 9.  | 5.  | 56. | 18. | –   | 19. | 34 let |
| 2023/24 | MS   | Nové Město na Moravě | 12. | 19. | 2.  | 4.  | 16. | –   | 8.  | 35 let |
| 2024/25 | MS   | Lenzerheide          | 33. | 26. | 20. | 16. | 19. | –   | –   | 36 let |

Poznámka: Výsledky z mistrovství světa se dříve započítávaly do celkového hodnocení světového poháru, od mistrovství světa v roce 2023 se nezapočítávají. Výsledky z olympijských her se dříve také započítávaly, od olympijských her v Soči 2014 se nezapočítávají.

### Juniorská mistrovství
Zúčastnil se pěti juniorských šampionátů v biatlonu. Jeho nejlepším individuálním umístěním je 11. pozice z vytrvalostního závodu z kanadského Canmore v roce 2009. S lotyšskou štafetou se dokázal nejlépe umístit na 6. místě v Presque Isle v roce 2006.
| Sezóna  | Akce | Místo        | SP  | SZ  | IZ  | ŠT  | Věk    |
| ------- | ---- | ------------ | --- | --- | --- | --- | ------ |
| 2004/05 | MSJ  | Kontiolahti  | –   | –   | 68. | –   | 16 let |
| 2005/06 | MSJ  | Presque Isle | 29. | 21. | 10. | 6.  | 17 let |
| 2006/07 | MSJ  | Martell      | –   | –   | 58. | –   | 18 let |
| 2007/08 | MSJ  | Ruhpolding   | 46. | 46. | 38. | 17. | 19 let |
| 2008/09 | MSJ  | Canmore      | 20. | 17. | 11. | –   | 20 let |

### Celkové hodnocení světového poháru

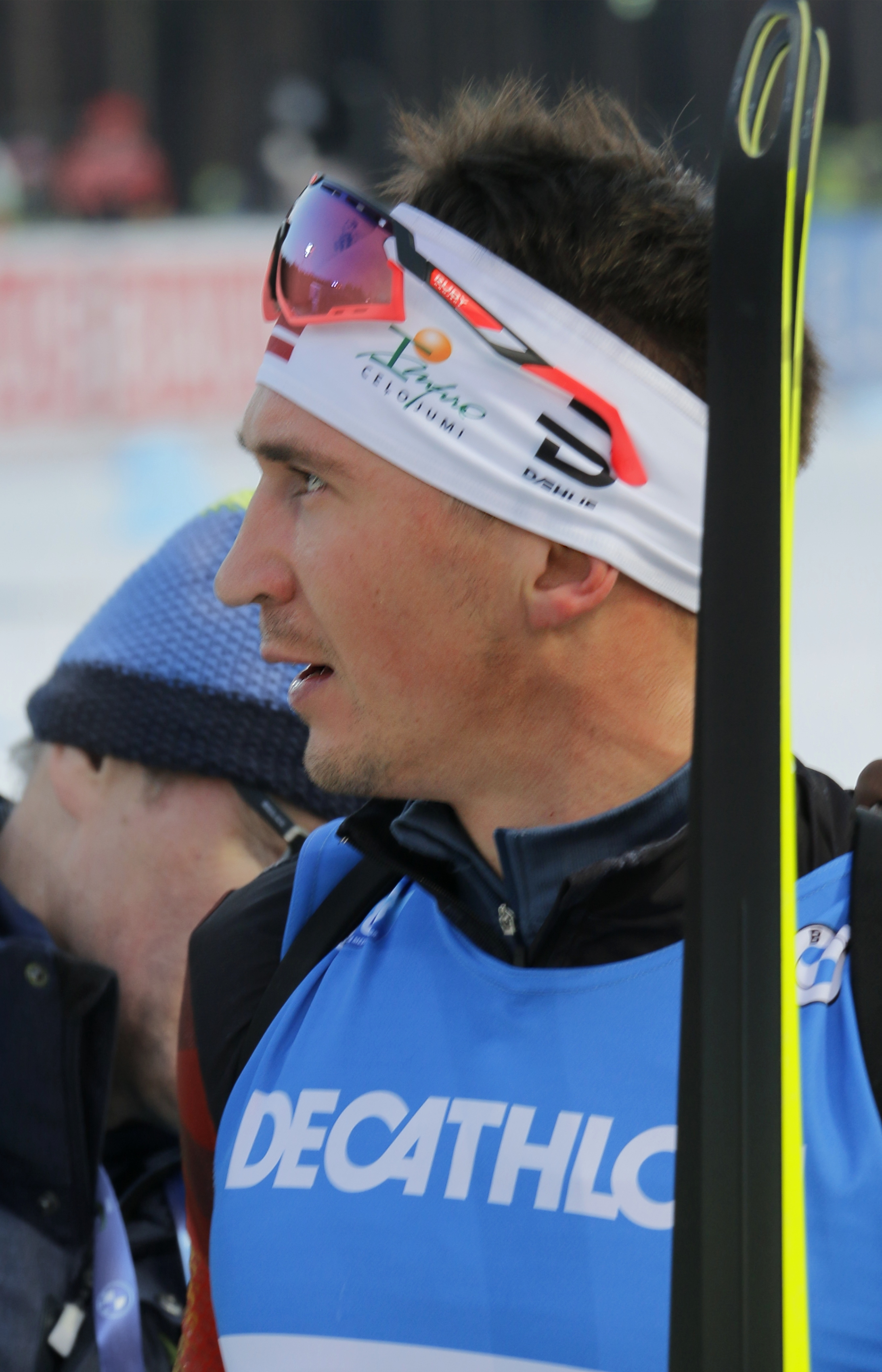
Rastorgujevs v Novém Městě na Moravě v roce 2023

- Světový pohár v biatlonu 2010/2011 – 71. místo
- Světový pohár v biatlonu 2011/2012 – 76. místo
- Světový pohár v biatlonu 2012/2013 – 36. místo
- Světový pohár v biatlonu 2013/2014 – 16. místo
- Světový pohár v biatlonu 2014/2015 – 27. místo
- Světový pohár v biatlonu 2015/2016 – 20. místo
- Světový pohár v biatlonu 2016/2017 – 21. místo
- Světový pohár v biatlonu 2017/2018 – 13. místo
- Světový pohár v biatlonu 2018/2019 – 20. místo
- Světový pohár v biatlonu 2019/2020 – 29. místo
- Světový pohár v biatlonu 2020/2021 – nestartoval
- Světový pohár v biatlonu 2021/2022 – nestartoval
- Světový pohár v biatlonu 2022/2023 – 22. místo

#### Profily
- (lotyšsky), (anglicky), (rusky) Oficiální webové stránky Andrejse Rastorgujevse
- Andrejs Rastorgujevs v databázi Mezinárodní biatlonové unie (anglicky)
- (anglicky) Profil Andrejse Rastorgujevse na stránkách FischerSports.com
- Andrejs Rastorgujevs v databázi Olympedia (anglicky)